# Лойд Дъглас
Лойд Дъглас (на английски: Lloyd Douglas) е американски свещеник и писател, автор на бестселъри в жанровете приключенскии исторически роман за религиозни и морални проблеми. Издаден е в България като Ллойд Дъглас през 1946 г.

## Биография и творчество
Лойд Касъл Дъглас, с рожд.име Доя Касъл Дъглас, е роден на 27 август 1877 г. Колумбия Сити, Индиана, САЩ, в семейството Александър Джаксън Дъглас и Сара Джейн. Отраства в Монровил и Уилмот, Индиана, и във Флорънс, Кентъки, където баща му е бил пастор на Лутеранската църква.
Учи за свещеник в семинарията „Витенберг“ в Спрингфийлд, Охайо. След ръкополагането си през 1903 г. е обявен за лутерански духовник, и работи като пастор в Норт Манчестър, Индиана. Жени се за Беси Порш, дъщеря на свещеник, и имат две деца – Беси и Вирджиния.
През 1905 г. се премества в Ланкастър, Охайо, а през 1908 г. във Вашингтон, окръг Колумбия. В периода 1911 – 1915 г. освен като свещеник ръководи и религиозните дейности в Университета на Илинойс. В следващите шест години е пастор Първа съборна църква в Ан Арбър, Мичиган, където става известен с оживените си проповеди. Голяма част от времето си отделя за посещения на пациентите в университетските болници. От там за периода 1920 – 1926 г. се премества в Първа съборна църква в Акрон, Охайо, а след това в Лос Анджелис, Калифорния и най-накрая в църквата „Сейт Джеймс“ в Монреал, Квебек.
Започва да пише художествена литература докато е в Лос Анджелис. Първият му роман „Magnificent Obsession“, в традицията на „Quo vadis“, е публикуван през 1929 г., в разгара на Голямата депресия, от малка религиозна издателска къща. За няколко години е продаден в над 3 милиона копия. Книгата е екранизирана през 1935 г. с участието на Ерол Флин, и през 1954 г. с участието на Джейн Уайман и Рок Хъдсън.
През 1931 г. той се оттегля от църковната дейност и се посвещава на писателската си кариера. Започва да пише усилено и методично и публикува редица популярни романи свързани с религиозни и морални проблеми.
През 1942 г. е издаден бестселърът му „The Robe“ (Мантията), който през 1953 г. е екранизиран с участието на Ричард Бъртън, Джийн Симънс и Виктор Матюр. Филмът получава пет номинации за „Оскар“ и печели две награди.
Повечето от произведенията му са екранизирани, като „Green Light“ през 1937 г. в едноименния филм с участието на Ерол Флин, Анита Луис и Маргарет Линдзи; „White Banners“ през 1938 г. с участието на Клод Рейнс, Фей Бейнтър и Джаки Купър; „Оспорваният път“ през 1939 г. с участието на Дороти Ламур и Джон Хауърд; и др.
През 1944 г. се премества да живее в покрайнините на Лас Вегас, Невада, в къщата на дъщеря си Бети и съпруга ѝ.
Лойд Дъглас умира от сърдечно заболяване на 13 февруари 1951 г. Лос Анджелис, Калифорния. Погребан е в Глендейл, Калифорния.

## Произведения

### Самостоятелни романи
- Magnificent Obsession (1929)
- Forgive us our Trespasses (1932)
- Precious Jeopardy (1933)
- Green Light (1935)
- White Banners (1936)
- Disputed Passage (1939)
Оспорваният път, изд. „Братя Миладинови“ София (1946), прев. Людмила Христова Стаматова
Оспорваният път, изд. „К. Станчев“ Варна, (1992), преиздаден
- Doctor Hudson's secret Journal (1939)
- Invitation To Live (1940)
- The Robe (1942)
- The Big Fisherman (1949)
- The Living Faith (1955)

### Документалистика
- Those Disturbing Miracles (1927)
- Time to Remember (1951) – автобиография

### Екранизации
- 1935 Magnificent Obsession – по романа
- 1937 Green Light – по романа
- 1938 White Banners – по романа
- 1939 Disputed Passage – по романа
- 1951 The Philco Television Playhouse – ТВ сериал, история на 1 епизод
- 1953 Жребият, The Robe – по романа
- 1954 Demetrius and the Gladiators – по героите на романа „The Robe“
- 1954 Magnificent Obsession – по романа
- 1956 Luz da Esperança – ТВ сериал, по романа „The Green Light“
- 1955 – 1957 Dr. Hudson's Secret Journal – ТВ сериал, 9 епизода по романа
- 1957 Playhouse 90 – ТВ сериал, история на 1 епизод
- 1958 Sublime Obsessão – ТВ сериал, по романа „Magnificent Obsession“
- 1959 The Big Fisherman – по романа